# Voyager of the Seas
Die Voyager of the Seas ist ein 311,12 m langes Kreuzfahrtschiff im Eigentum der Royal Caribbean Cruises Ltd., von Royal Caribbean International betrieben. Sie wurde im November 1999 in Dienst gestellt und war seinerzeit das größte Kreuzfahrtschiff der Welt.

## Beschreibung
Die Voyager of the Seas (Entwicklungsbezeichnung: „Project Eagle“) wurde als erstes von insgesamt fünf Schiffen der Voyager-Klasse, bei den Kvaerner Masa-Yards (heute Meyer Turku Oy) in Turku (Finnland) gebaut. Die weiteren Schiffe sind die Explorer of the Seas (NB 1345: 2000), Adventure of the Seas (NB 1346: 2001), Navigator of the Seas (NB 1347: 2002) und Mariner of the Seas (NB 1348: 2003).
Bei ihrer Indienststellung waren sie die größten Kreuzfahrtschiffe der Welt und wurden erst im März 2003 von der Queen Mary 2 der Cunard Line abgelöst. Die Voyager-Klasse ist die Basis für die um einen Brandabschnitt verlängerte neue „Ultra-Voyager“ (Entwicklungsbezeichnung); die Freedom of the Seas (2006) war bei ihrer Indienststellung das größte Kreuzfahrtschiff der Welt.
Die Voyager of the Seas besitzt 15 Decks und 1.557 Passagierkabinen, davon sind 757 Außenkabinen mit Balkon. Für die Besatzung stehen 667 Kabinen mit Fernseher und Kühlschrank zur Verfügung. Sie ist als erstes Kreuzfahrtschiff mit einer 120 Meter langen, neun Meter breiten und vier Decks hohen Promenade ausgestattet, welche über ein reichhaltiges Angebot an Bistros, Bars, Unterhaltungsmöglichkeiten und Einkaufsgelegenheiten verfügt. Weiterhin ist sie das erste Kreuzfahrtschiff, das mit einer Eislaufarena (für circa 900 Zuschauer) ausgestattet ist. Sie hat ein fünf Decks hohes Theater für etwa 1350 Zuschauer sowie eine Kletterwand.

## Einsatz
Die Voyager of the Seas wurde überwiegend mit Kreuzfahrten von Miami in der Karibik eingesetzt. Weitere Reisen führten zwischenzeitlich nach Mexiko, Belize, Kanada und New Jersey. Darüber hinaus gab es Europareisen nach Spanien, Italien, Frankreich, Slowenien und Kroatien. Seit 2012 wurden außerdem Reisen nach China, Japan und Südkorea sowie nach Australien, in die Südsee und nach Neuseeland unternommen.

## Zwischenfall 2012
Im November 2012 kam es zum Ausbruch des Norovirus auf dem Schiff.

## Ausstattung
- 1.557 Passagierkabinen
  - 757 Außenkabinen mit Balkon
  - 182 Außenkabinen ohne Balkon
  - 138 Innenkabinen mit Promenaden-Blick
- 667 Besatzungskabinen
- Max. Passagiere: 3.838
- Mannschaft: 1.176

Besonderheiten:
- 120 Meter lange, neun Meter breite und vier Decks hohe Promenade „Royal Promenade“
- Theater „La Scala“ mit 1.350 Sitzplätzen
- Eislaufstadion „Studio B“ mit 900 Sitzplätzen
- 10 Meter hohe Kletterwand
- Inline-Skating-Bahn
- 9-Loch Mini-Golf-Anlage
- Basketballfeld in Originalgröße
- Hochzeitskapelle

## Weitere Informationen zurVoyager of the Seas

### Besondere Vorkommnisse
- Am 19. Februar 1999 brach in der Bauwerft in Turku ein Feuer auf Deck 1 im Heck des Schiffes aus. Es konnte innerhalb von dreieinhalb Stunden gelöscht werden. Trotz der eingetretenen Schäden im Mannschaftsbereich und im Laderaum wurde der vereinbarte Ablieferungstermin eingehalten. Laut Werft mussten etwa 100 Tonnen Stahl ausgetauscht werden.
- Im Mai 2005 kam es während einer Karibik-Kreuzfahrt zu Infektionen mit einem humanen Norovirus. Laut der CDC erkrankten vom 15. – 22. Mai 2005 insgesamt 45 Passagiere und 14 Besatzungsmitglieder, vom 22. bis zum 29. Mai 2005 weitere 85 Passagiere und 14 Besatzungsmitglieder. Dies waren zu jeder Zeit weniger als 3 % und damit laut CDC keine Epidemie.
- Im Juli 2005 wurde eine Kreuzfahrt auf Grund des Wirbelsturms „Franklin“ anstatt zu den Bermudas nach Kanada umgeleitet.

### Umbauten / Renovierungen
- 5. Mai 2002: Grundrenovierung im Schwimmdock der Grand Bahama Shipyard in Freetown Bahamas. Es wurde bis dato noch nie ein Kreuzfahrtschiff dieser Größe in einem Schwimmdock aus dem Wasser gehoben. Die Voyager blieb zwei Wochen im Dock, um Wartungsarbeiten an den Antrieben (ABB Azipod) durchzuführen und den Unterwasseranstrich zu erneuern.
- Mai 2004: Zweiwöchiger Aufenthalt im Trockendock. Austausch des vier Deck hohen „Roulette Turms“ und der „revolving arcade“ in der Royal Promenade gegen ein Parfümgeschäft und das Eiscafé „Ben&Jerry’s“.
- 2014 wurde die Voyager of the Seas überholt und ein Surfsimulator eingebaut.